# Thouron
 Thouron  (en occitano Toron) es una población y comuna francesa, situada en la región de Lemosín, departamento de Alto Vienne, en el distrito de Bellac y cantón de Nantiat.

## Demografía
| 317 | 290 | 266 | 344 | 431 | 427 | 492 |
| Para los censos de 1962 a 1999 la población legal corresponde a la población sin duplicidades (Fuente: INSEE [Consultar]) |     |     |     |     |     |     |